# Torneo Clausura 2016 de Segunda División de Costa Rica
El Torneo de Clausura 2016, también conocida por razones de patrocinio como la Liga Movistar, es la edición n° 79 del campeonato de Segunda División. La temporada 2015 - 2016 de la Liga de Ascenso dará inicio en enero y finalizará en mayo.
El sistema de juego será el mismo que el torneo anterior donde jugarán todos contra todos en su respectivo grupo a visita recíproca.
Los primeros cuatro equipos de cada grupo clasificarán a la siguiente ronda de forma cruzada en los cuartos de final, los cuatro ganadores pasarán a las semifinales y los dos ganadores a la final de cada torneo.
AS Puma Generaleña es el vigente campeón de Apertura, así que, si logra ganar el Clausura 2016 accederá de manera directa a la Primera División, si es otro equipo quién se proclame campeón entonces se jugará la Final Nacional por el ascenso.
El torneo comenzó el fin de semana del sábado 16 de enero y el domingo 17 de enero.

## Equipos participantes

#### Datos generales
| Equipo                                                                    | Ciudad                   | Estadio                            | Capacidad | Entrenador              |
| ------------------------------------------------------------------------- | ------------------------ | ---------------------------------- | --------- | ----------------------- |
| AS Puma                                                                   | San Isidro de El General | Polideportivo de Pérez Zeledón     | 1,500     | Edgar Carvajal          |
| Aserrí FC                                                                 | Aserrí                   | Polideportivo de Aserrí            |           | Kenneth Barrantes       |
| Barrio México                                                             | Guadalupe                | Estadio Coyella Fonseca            | 4,500     | José Araya              |
| Cariari                                                                   | Cariari                  | Estadio Comunal                    | 2,000     | Gonzalo Rosales         |
| Cartagena                                                                 | Santa Cruz               | Estadio Municipal de Carrillo      |           | Mauricio Guevara        |
| Escazuceña                                                                | Escazú                   | Estadio Nicolás Macís Quesada      | 3,000     | Luis Fernández Teixeira |
| Generación Saprissa                                                       | Tibás                    | Estadio Ricardo Saprissa Aymá      | 23,170    | Enrique Rivers          |
| Guanacasteca                                                              | Nicoya                   | Estadio Chorotega                  | 5,000     | Francisco Arias         |
| Jacó Rays FC                                                              | Jacó                     | Estadio Municipal de Garabito      | 2,200     | Luis Diego Arnáez       |
| Jicaral Sercoba                                                           | Jicaral                  | Estadio Luis Antonio Briceño       | 2,000     | Rónald Mora             |
| Municipal Coto Brus                                                       | San Vito                 | Estadio Hamilton Villalobos        | 2,800     | Hernán Fernando Sosa    |
| Municipal Grecia                                                          | Grecia                   | Estadio Allen Riggioni Suárez      | 4,000     | Walter Centeno          |
| Archivo:600px Bisection vertical White HEX-FF0000.svg Municipal Turrialba | Turrialba                | Estadio Rafael Ángel Camacho       | 4,500     | Walter Solano           |
| Palmares                                                                  | Palmares                 | Estadio Jorge Palmareño Solís      | 4,000     | Leonel Vásquez          |
| Puntarenas FC                                                             | Puntarenas               | Estadio Miguel Lito Pérez          | 4,105     | Luis Fernando Fallas    |
| Real Pococí                                                               | Pococí                   | Estadio Carlos Aguilar             | 1,000     | Gustavo Martínez        |
| San Carlos                                                                | Ciudad Quesada           | Estadio Carlos Ugalde Álvarez      | 13,000    | Géiner Segura           |
| Selección de Osa                                                          | Ciudad Cortés            | Estadio Municipal de Ciudad Cortés | 2,500     | Walter Cortés           |

#### Jugadores extranjeros
| Equipo              | Jugador 1           | Jugador 2     | Jugador 3      | Jugador 4 |
| ------------------- | ------------------- | ------------- | -------------- | --------- |
| AS Puma             |                     |               |                |           |
| Aserrí FC           |                     |               |                |           |
| Barrio México       |                     |               |                |           |
| Cariari             |                     |               |                |           |
| Cartagena           | Julio César Santana |               |                |           |
| Escazuceña          | George Lucas        | Goro Nishioka |                |           |
| Generación Saprissa |                     |               |                |           |
| Guanacasteca        | Roberto Britto      | Leandro Meis  | Állan Torrilla |           |
| Jacó Rays           |                     |               |                |           |
| Jicaral Sercoba     |                     |               |                |           |
| Municipal Coto Brus | Julio Ruiz          |               |                |           |
| Municipal Grecia    |                     |               |                |           |
| Municipal Turrialba | Freddy              |               |                |           |
| Palmares            |                     |               |                |           |
| Puntarenas FC       | Roman Calvo         | Jorge Barbosa |                |           |
| Real Pococí         |                     |               |                |           |
| San Carlos          |                     |               |                |           |
| Selección de Osa    |                     |               |                |           |

### Cambios de entrenadores
| Equipo              | Entrenador (jornadas)                          |
| ------------------- | ---------------------------------------------- |
| San Carlos          | Juan Blanco (1-2) Géiner Segura (3-...)        |
| Cartagena           | Aristides Vargas (1-3) Mauricio Guevara        |
| Puntarenas FC       | Walter Centeno (2-3) Luis Fernando Fallas (4-) |
| Municipal Turrialba | Walter Solano (1-6) Mario Carrera (8-)         |

## Máximos Goleadores
| Bill González                           | Barrio México       | 18 |
| Álvaro Aguilar                          | San Carlos          | 16 |
| Luis González                           | AS Puma Generaleña  | 15 |
| Luis Rodríguez                          | Palmares            | 15 |
| Randy Chirino                           | Generación Saprissa | 13 |
| Kenneth Solano                          | Municipal Turrialba | 12 |
| Marvin Chinchilla                       | AS Puma Generaleña  | 12 |
| Jairo Picado                            | Barrio México       | 12 |
| Jimmy Marín                             | Generación Saprissa | 11 |
| Carlos Barahona                         | Jicaral             | 11 |
| Marvin Valerio                          | Jicaral             | 11 |
| Aczel Salguero                          | Barrio México       | 11 |
| Frank Zamora                            | Puntarenas FC       | 11 |
| Juan Vicente Solís                      | San Carlos          | 10 |
| Keishmer Powell                         | Palmares            | 10 |
| Última actualización:4 de abril de 2016 |                     |    |

- En la tabla se acumulan los goles hechos en el Apertura 2015 y Clausura 2016.

## Tablas de Posiciones

### Grupo A
|  |    | Equipo                 | PJ | G  | E | P | GF | GC | Dif | Pts |
|  | -- | ---------------------- | -- | -- | - | - | -- | -- | --- | --- |
|  | 1. | Jicaral Sercoba        | 16 | 9  | 6 | 2 | 35 | 15 | +20 | 33  |
|  | 2. | San Carlos             | 16 | 10 | 2 | 4 | 32 | 20 | +12 | 32  |
|  | 3. | Escazuceña             | 16 | 8  | 3 | 5 | 27 | 19 | +8  | 27  |
|  | 4. | Palmares               | 16 | 7  | 6 | 3 | 28 | 21 | +7  | 27  |
|  | 5. | Generación Saprissa    | 15 | 5  | 4 | 6 | 20 | 23 | -3  | 19  |
|  | 6. | Deportivo Cartagena    | 16 | 4  | 5 | 7 | 16 | 29 | -13 | 17  |
|  | 7. | Guanacasteca           | 16 | 3  | 6 | 9 | 18 | 24 | -6  | 15  |
|  | 9. | Municipal Grecia       | 16 | 2  | 5 | 8 | 17 | 29 | -12 | 14  |
|  | 8. | Puntarenas Futbol Club | 16 | 2  | 5 | 9 | 19 | 32 | -13 | 11  |

### Grupo B
|  |    | Equipo                                                                    | PJ | G  | E | P | GF | GC | Dif | Pts |
|  | -- | ------------------------------------------------------------------------- | -- | -- | - | - | -- | -- | --- | --- |
|  | 1. | CD. Barrio México                                                         | 16 | 11 | 4 | 1 | 47 | 24 | +23 | 37  |
|  | 2. | AS Puma                                                                   | 16 | 10 | 2 | 4 | 29 | 18 | +11 | 32  |
|  | 3. | Aserrí FC                                                                 | 16 | 6  | 4 | 6 | 20 | 18 | +2  | 22  |
|  | 4. | Coto Brus                                                                 | 16 | 6  | 4 | 6 | 21 | 27 | -6  | 22  |
|  | 5. | Selección de Osa                                                          | 16 | 5  | 5 | 6 | 20 | 23 | -3  | 20  |
|  | 6. | Jacó Rays FC                                                              | 16 | 5  | 2 | 9 | 21 | 28 | -7  | 17  |
|  | 7. | Cariari de Pococí                                                         | 16 | 3  | 8 | 5 | 21 | 25 | -4  | 17  |
|  | 8. | Archivo:600px Bisection vertical White HEX-FF0000.svg Municipal Turrialba | 16 | 4  | 4 | 8 | 19 | 26 | -7  | 16  |
|  | 9. | Real Pococí                                                               | 16 | 4  | 3 | 9 | 15 | 24 | -9  | 15  |

### Tabla General
|  |     | Equipo                                                                    | PJ | G  | E  | P  | GF | GC | Dif | Pts |
|  | --- | ------------------------------------------------------------------------- | -- | -- | -- | -- | -- | -- | --- | --- |
|  | 1.  | San Carlos                                                                | 32 | 22 | 5  | 5  | 71 | 38 | +33 | 71  |
|  | 2.  | Jicaral Sercoba                                                           | 32 | 18 | 12 | 3  | 65 | 31 | +34 | 66  |
|  | 3.  | CD. Barrio México                                                         | 32 | 20 | 6  | 6  | 79 | 46 | +33 | 66  |
|  | 4.  | AS Puma                                                                   | 32 | 17 | 6  | 9  | 65 | 46 | +19 | 57  |
|  | 5.  | Selección de Osa                                                          | 32 | 15 | 7  | 10 | 53 | 44 | +9  | 52  |
|  | 6.  | Aserrí FC                                                                 | 32 | 13 | 7  | 12 | 47 | 39 | +8  | 46  |
|  | 7.  | Jacó Rays FC                                                              | 32 | 13 | 7  | 12 | 49 | 49 | 0   | 46  |
|  | 8.  | Escazuceña                                                                | 32 | 12 | 9  | 11 | 55 | 45 | +10 | 45  |
|  | 9.  | Palmares                                                                  | 32 | 11 | 11 | 10 | 48 | 44 | +4  | 44  |
|  | 10. | Coto Brus                                                                 | 32 | 12 | 8  | 12 | 37 | 45 | -8  | 44  |
|  | 11. | Municipal Grecia                                                          | 32 | 10 | 7  | 14 | 39 | 44 | -5  | 40  |
|  | 12. | Cariari de Pococí                                                         | 32 | 8  | 13 | 11 | 44 | 52 | -8  | 37  |
|  | 13. | Guanacasteca                                                              | 32 | 9  | 10 | 13 | 37 | 49 | -12 | 37  |
|  | 14. | Generación Saprissa                                                       | 32 | 9  | 7  | 15 | 48 | 52 | -4  | 34  |
|  | 15. | Puntarenas FC                                                             | 32 | 8  | 9  | 15 | 43 | 58 | -15 | 30  |
|  | 16. | Archivo:600px Bisection vertical White HEX-FF0000.svg Municipal Turrialba | 32 | 7  | 7  | 18 | 38 | 63 | -25 | 28  |
|  | 17. | Deportivo Cartagena                                                       | 32 | 6  | 6  | 20 | 27 | 72 | -45 | 24  |
|  | 18. | Real Pococí                                                               | 32 | 6  | 5  | 21 | 32 | 60 | -28 | 23  |

Pts = Puntos; PJ = Partidos jugados; G = Partidos ganados; E = Partidos empatados; P = Partidos perdidos; GF = Goles anotados; GC = Goles recibidos; Dif = Diferencia de goles
|  | En zona de descenso a la Tercera División. |

## Jornadas

### Primera vuelta
| Juventud Escazuceña  | 1 - 1 | COFUTPA Palmares    | Nicolás Macís  | 16 de enero | 15:00 |
| San Carlos           | 0 - 2 | Guanacasteca        | Carlos Ugalde  | 16 de enero | 19:30 |
| Jicaral              | 2 - 1 | Generación Saprissa | Luis Briceño   | 17 de enero | 11:15 |
| Municipal Grecia     | 2 - 1 | Deportivo Cartagena | Allen Riggioni | 17 de enero | 15:00 |
| Libre: Puntarenas FC |       |                     |                |             |       |
| Total de goles: 10   |       |                     |                |             |       |

| Aserrí FC           | 2 - 2 | Barrio México       | ST Center            | 16 de enero | 15:00 |
| Jacó Rays           | 2 - 1 | Real Pococí         | Garabito             | 16 de enero | 15:00 |
| Osa                 | 0 - 1 | AS Puma             | Ciudad Cortés        | 17 de enero | 13:00 |
| Municipal Turrialba | 0 - 2 | Municipal Coto Brus | Rafael Ángel Camacho | 17 de enero | 15:00 |
| Libre: Cariari      |       |                     |                      |             |       |
| Total de goles: 10  |       |                     |                      |             |       |

| Generación Saprissa | 1 - 2 | Escazuceña       | CEFISA                | 23 de enero | 15:00 |
| Puntarenas FC       | 3 - 2 | Municipal Grecia | Miguel Lito Pérez     | 23 de enero | 15:30 |
| San Carlos          | 2 - 2 | Palmares         | Carlos Ugalde         | 23 de enero | 19:30 |
| Cartagena           | 0 - 6 | Jicaral          | Municipal de Carrillo | 24 de enero | 15:00 |
| Libre: Guanacasteca |       |                  |                       |             |       |
| Total de goles: 18  |       |                  |                       |             |       |

| Barrio México      | 3 - 1 | Osa       | Ernesto Rohrmoser              | 23 de enero | 15:00 |
| AS Puma            | 0 - 1 | Turrialba | Polideportivo de Pérez Zeledón | 23 de enero | 15:00 |
| Coto Brus          | 2 - 0 | Jacó Rays | Hamilton Villalobos            | 23 de enero | 15:15 |
| Cariari            | 1 - 2 | Aserrí    | Comunal                        | 23 de enero | 19:30 |
| Libre: Real Pococí |       |           |                                |             |       |
| Total de goles: 10 |       |           |                                |             |       |

| Escazuceña         | 4 - 0 | Cartagena           | Nicolás Macís | 30 de enero | 16:00 |
| San Carlos         | 1 - 0 | Generación Saprissa | Carlos Ugalde | 30 de enero | 19:30 |
| Guanacasteca       | 1 - 2 | Palmares            | Chorotega     | 31 de enero | 11:00 |
| Jicaral            | 3 - 0 | Puntarenas FC       | Luis Briceño  | 31 de enero | 11:15 |
| Libre:             |       |                     |               |             |       |
| Total de goles: 11 |       |                     |               |             |       |

| Jacó Rays          | 2 - 3 | AS Puma       | Garabito             | 30 de enero | 15:00 |
| Osa                | 2 - 0 | Cariari       | Ciudad Cortés        | 31 de enero | 14:00 |
| Turrialba          | 4 - 1 | Barrio México | Rafael Ángel Camacho | 31 de enero | 15:00 |
| Real Pococí        | 1 - 1 | Coto Brus     | Carlos Aguilera      | 31 de enero | 15:00 |
| Libre: Aserrí FC   |       |               |                      |             |       |
| Total de goles: 14 |       |               |                      |             |       |

| Generación Saprissa | 1 - 0 | Guanacasteca | CEFISA         | 13 de febrero | 15:00 |
| Cartagena           | 2 - 1 | San Carlos   | Carrillo       | 13 de febrero | 15:00 |
| Puntarenas FC       | 1 - 1 | Escazuceña   | Lito Pérez     | 13 de febrero | 15:30 |
| Municipal Grecia    | 0 - 1 | Jicaral      | Allen Riggioni | 14 de febrero | 15:15 |
| Libre: Palmares     |       |              |                |               |       |
| Total de goles:     |       |              |                |               |       |

| AS Puma            | 3 - 1 | Real Pococí | Polideportivo de Pérez Zeledón | 13 de febrero | 15:00 |
| Aserrí FC          | 1 - 1 | Osa         | ST Center                      | 13 de febrero | 15:00 |
| Barrio México      | 4 - 1 | Jacó Rays   | Ernesto Rohrmoser              | 13 de febrero | 19:00 |
| Cariari            | 2 - 2 | Turrialba   | Comunal                        | 20 de abril   |       |
| Libre: Coto Brus   |       |             |                                |               |       |
| Total de goles: 15 |       |             |                                |               |       |

| Guanacasteca       | 1 - 1 | Cartagena           | Chorotega       | 17 de febrero | 15:00 |
| Palmares           | 3 - 0 | Generación Saprissa | Palmareño Solís | 17 de febrero | 15:00 |
| San Carlos         | 1 - 0 | Puntarenas FC       | Carlos Ugalde   | 17 de febrero | 19:30 |
| Escazuceña         | 3 - 1 | Municipal Grecia    | Nicolás Macís   | 17 de febrero | 20:00 |
| Libre: Jicaral     |       |                     |                 |               |       |
| Total de goles: 10 |       |                     |                 |               |       |

| Turrialba         | 1 - 1 | Aserrí        | Rafael Ángel Camacho | 17 de febrero | 15:00 |
| Jacó Rays         | 0 - 0 | Cariari       | Garabito             | 17 de febrero | 15:00 |
| Real Pococí       | 1 - 3 | Barrio México | Carlos Aguilera      | 17 de febrero | 15:00 |
| Coto Brus         | 0 - 1 | AS Puma       | Hamilton Villalobos  | 17 de febrero | 20:00 |
| Libre: Osa        |       |               |                      |               |       |
| Total de goles: 7 |       |               |                      |               |       |

| Puntarenas FC              | 1 - 1 | Guanacasteca | Miguel Lito Pérez | 20 de febrero | 15:30 |
| Municipal Grecia           | 3 - 1 | San Carlos   | Allen Riggioni    | 21 de febrero | 11:00 |
| Cartagena                  | 2 - 0 | Palmares     | Carrillo          | 21 de febrero | 11:00 |
| Jicaral                    | 2 - 2 | Escazuceña   | Luis Briceño      | 21 de febrero | 11:15 |
| Libre: Generación Saprissa |       |              |                   |               |       |
| Total de goles: 12         |       |              |                   |               |       |

| Barrio México      | 7 - 1 | Coto Brus   | Ernesto Rohrmoser | 20 de febrero | 15:00 |
| Aserrí FC          | 3 - 1 | Jacó Rays   | ST Center         | 20 de febrero | 15:00 |
| Cariari            | 1 - 1 | Real Pococí | Comunal           | 20 de febrero | 19:30 |
| Osa                | -     | Turrialba   | Ciudad Cortés     | 30 de marzo   | 14:30 |
| Libre: AS Puma     |       |             |                   |               |       |
| Total de goles: 14 |       |             |                   |               |       |

| Generación Saprissa | 3 - 3 | Cartagena        | CEFISA          | 27 de febrero | 15:00 |
| San Carlos          | 1 - 1 | Jicaral          | Carlos Ugalde   | 27 de febrero | 19:30 |
| Guanacasteca        | 1 - 1 | Municipal Grecia | Chorotega       | 28 de febrero | 11:00 |
| Palmares            | 2 - 2 | Puntarenas FC    | Palmareño Solís | 28 de febrero | 15:00 |
| Libre: Escazuceña   |       |                  |                 |               |       |
| Total de goles: 14  |       |                  |                 |               |       |

| AS Puma            | 2 - 2 | Barrio México | Polideportivo de PZ | 27 de febrero | 15:00 |
| Jacó Rays          | 2 - 1 | Osa           | Garabito            | 27 de febrero | 15:00 |
| Coto Brus          | 2 - 2 | Cariari       | Hamilton Villalobos | 27 de febrero | 20:00 |
| Real Pococí        | 2 - 0 | Aserrí FC     | Carlos Aguilera     | 28 de febrero | 15:00 |
| Libre: Turrialba   |       |               |                     |               |       |
| Total de goles: 13 |       |               |                     |               |       |

| Municipal Grecia   | 2 - 2 | Palmares            | Allen Riggioni | 2 de marzo | 15:00 |
| Jicaral            | 3 - 3 | Guanacasteca        | Luis Briceño   | 2 de marzo | 15:00 |
| Puntarenas FC      | 2 - 2 | Generación Saprissa | Lito Pérez     | 2 de marzo | 19:00 |
| Escazuceña         | 0 - 3 | San Carlos          | Nicolás Macís  | 2 de marzo | 20:00 |
| Libre: Cartagena   |       |                     |                |            |       |
| Total de goles: 17 |       |                     |                |            |       |

| Aserrí FC            | 0 - 1 | Coto Brus   | Cuty Monge           | 2 de marzo | 15:00 |
| Osa                  | 1 - 0 | Real Pococí | Ciudad Cortés        | 2 de marzo | 15:00 |
| Turrialba            | 2 - 0 | Jacó Rays   | Rafael Ángel Camacho | 2 de marzo | 15:00 |
| Cariari              | 1 - 2 | AS Puma     | Comunal              | 2 de marzo | 19:30 |
| Libre: Barrio México |       |             |                      |            |       |
| Total de goles: 7    |       |             |                      |            |       |

| Generación Saprissa | 1 - 0 | Municipal Grecia | CEFISA          | 5 de marzo | 15:00 |
| Guanacasteca        | 0 - 2 | Escazuceña       | Chorotega       | 6 de marzo | 11:00 |
| Cartagena           | 1 - 2 | Puntarenas FC    |                 | 6 de marzo | 11:00 |
| Palmares            | 3 - 2 | Jicaral          | Palmareño Solís | 6 de marzo | 11:00 |
| Libre: San Carlos   |       |                  |                 |            |       |
| Total de goles: 11  |       |                  |                 |            |       |

| Barrio México     | 2 - 0 | Cariari   | Ernesto Rohrmoser   | 5 de marzo | 15:00 |
| AS Puma           | 1 - 0 | Aserrí FC | Polideportivo de PZ | 5 de marzo | 15:00 |
| Coto Brus         | 1 - 1 | Osa       | Hamilton Villalobos | 5 de marzo | 20:00 |
| Real Pococí       | 2 - 1 | Turrialba | Carlos Aguilera     | 6 de marzo | 15:00 |
| Libre: Jacó Rays  |       |           |                     |            |       |
| Total de goles: 8 |       |           |                     |            |       |

### Segunda vuelta
| Generación Saprissa  | 1 - 1 | Jicaral          | CEFISA          | 12 de marzo | 15:00 |
| Guanacasteca         | 0 - 2 | San Carlos       | Chorotega       | 13 de marzo | 11:00 |
| Cartagena            | 0 - 0 | Municipal Grecia | Carrillo        | 13 de marzo | 11:00 |
| Palmares             | 2 - 0 | Escazuceña       | Palmareño Solís | 13 de marzo | 15:00 |
| Libre: Puntarenas FC |       |                  |                 |             |       |
| Total de goles: 6    |       |                  |                 |             |       |

| Barrio México      | 2 - 0 | Aserrí FC | Ernesto Rohrmoser           | 12 de marzo | 15:00 |
| AS Puma            | 4 - 2 | Osa       | Polideportivo de P. Zeledón | 12 de marzo | 15:00 |
| Coto Brus          | 3 - 1 | Turrialba | Hamilton Villalobos         | 12 de marzo | 20:00 |
| Real Pococí        | 1 - 0 | Jacó Rays | Carlos Aguilar              | 13 de marzo | 15:00 |
| Libre: Cariari     |       |           |                             |             |       |
| Total de goles: 13 |       |           |                             |             |       |

| Jicaral             | 0 - 0 | Cartagena           | Luis Briceño    | 16 de marzo | 15:00 |
| Municipal Grecia    | 1 - 1 | Puntarenas FC       | Allen Riggioni  | 19 de marzo | 15:15 |
| Escazuceña          | 1 - 2 | Generación Saprissa | Nicolás Macís   | 19 de marzo | 16:00 |
| Palmares            | 2 - 3 | San Carlos          | Palmareño Solís | 20 de marzo | 11:00 |
| Libre: Guanacasteca |       |                     |                 |             |       |
| Total de goles: 10  |       |                     |                 |             |       |

| Jacó Rays          | 4 - 0 | Coto Brus     | Garabito             | 19 de marzo | 15:00 |
| Aserrí FC          | 2 - 1 | Cariari       | ST Center            | 20 de marzo | 13:00 |
| Osa                | 1 - 3 | Barrio México | Ciudad Cortés        | 20 de marzo | 14:30 |
| Turrialba          | 1 - 0 | AS Puma       | Rafael Ángel Camacho | 20 de marzo | 15:00 |
| Libre: Real Pococí |       |               |                      |             |       |
| Total de goles: 12 |       |               |                      |             |       |

| Puntarenas FC           | 0 - 1 | Jicaral      | Lito Pérez      | 23 de marzo | 19:00 |
| Generación Saprissa     | 2 - 3 | San Carlos   | CEFISA          | 26 de marzo | 15:00 |
| Palmares                | 0 - 0 | Guanacasteca | Palmareño Solís | 27 de marzo | 11:00 |
| Cartagena               | 0 - 2 | Escazuceña   | Carrillo        | 27 de marzo | 11:00 |
| Libre: Municipal Grecia |       |              |                 |             |       |
| Total de goles: 8       |       |              |                 |             |       |

| AS Puma            | 4 - 1 | Jacó Rays   | Polideportivo de PZ | 23 de marzo               | 15:00 |
| Barrio México      | 3 - 1 | Turrialba   | Ernesto Rohrmoser   | 26 de marzo               | 15:00 |
| Coto Brus          | 1 - 1 | Real Pococí | Hamilton Villalobos | 26 de marzo               | 20:00 |
| Cariari            | 1 - 1 | Osa         | Comunal             | 26 de marzo / 27 de abril | 19:30 |
| Libre: Aserrí FC   |       |             |                     |                           |       |
| Total de goles: 13 |       |             |                     |                           |       |

| Escazuceña         | 3 - 1 | Puntarenas FC       | Nicolás Macís | 2 de abril | 16:00 |
| San Carlos         | 4 - 0 | Cartagena           | Carlos Ugalde | 2 de abril | 19:30 |
| Jicaral            | 5 - 1 | Municipal Grecia    | Luis Briceño  | 3 de abril | 11:15 |
| Guanacasteca       | 1 - 2 | Generación Saprissa | Chorotega     | 3 de abril | 15:00 |
| Libre: Palmares    |       |                     |               |            |       |
| Total de goles: 17 |       |                     |               |            |       |

| Osa               | 0 - 0 | Aserrí FC     | Ciudad Cortés        | 3 de abril | 14:30 |
| Real Pococí       | 0 - 1 | AS Puma       | Carlos Aguilar       | 3 de abril | 15:00 |
| Jacó Rays         | 2 - 2 | Barrio México | Garabito             | 3 de abril | 15:00 |
| Turrialba         | 0 - 0 | Cariari       | Rafael Ángel Camacho | 3 de abril | 15:00 |
| Libre: Coto Brus  |       |               |                      |            |       |
| Total de goles: 5 |       |               |                      |            |       |

| Generación Saprissa | 0 - 1 | Palmares     | CEFISA         | 9 de abril  | 15:00 |
| Municipal Grecia    | 1 - 2 | Escazuceña   | Allen Riggioni | 9 de abril  | 15:15 |
| Puntarenas FC       | 2 - 4 | San Carlos   | Lito Pérez     | 9 de abril  | 19:00 |
| Cartagena           | 1 - 2 | Guanacasteca | Carrillo       | 10 de abril | 11:00 |
| Libre: Jicaral      |       |              |                | 10 de abril |       |
| Total de goles: 13  |       |              |                |             |       |

| Barrio México      | 2 - 0 | Real Pococí | Ernesto Rohrmoser           | 9 de abril  | 15:00 |
| AS Puma            | 3 - 1 | Coto Brus   | Polideportivo de P. Zeledón | 9 de abril  | 15:00 |
| Cariari            | 2 - 1 | Jacó Rays   | Comunal                     | 10 de abril | 14:00 |
| Aserrí FC          | 4 - 0 | Turrialba   | ST Center                   | 10 de abril | 15:00 |
| Libre: Osa         |       |             |                             |             |       |
| Total de goles: 13 |       |             |                             |             |       |

| Palmares                   | 1 - 2 | Cartagena        | Palmareño Solís | 13 de abril | 15:00 |
| Guanacasteca               | 3 - 1 | Puntarenas FC    | Chorotega       | 13 de abril | 15:00 |
| San Carlos                 | 3 - 0 | Municipal Grecia | Carlos Ugalde   | 13 de abril | 19:30 |
| Escazuceña                 | 0 - 1 | Jicaral          | Nicolás Macís   | 13 de abril | 20:00 |
| Libre: Generación Saprissa |       |                  |                 |             |       |
| Total de goles: 11         |       |                  |                 |             |       |

| Real Pococí        | 1 - 2 | Cariari       | Ebal Rodríguez       | 13 de abril | 15:00 |
| Jacó Rays          | 2 - 0 | Aserrí FC     | Garabito             | 13 de abril | 15:00 |
| Turrialba          | 2 - 2 | Osa           | Rafael Ángel Camacho | 13 de abril | 15:00 |
| Coto Brus          | 1 - 4 | Barrio México | Hamilton Villalobos  | 13 de abril | 20:00 |
| Libre: AS Puma     |       |               |                      |             |       |
| Total de goles: 14 |       |               |                      |             |       |

| Puntarenas FC      | 1 - 2 | Palmares            | Lito Pérez     | 16 de abril | 19:00 |
| Municipal Grecia   | 2 - 2 | Guanacasteca        | Allen Riggioni | 17 de abril | 11:00 |
| Cartagena          | 1 - 1 | Generación Saprissa | Carrillo       | 17 de abril | 11:00 |
| Jicaral            | 3 - 1 | San Carlos          | Luis Briceño   | 17 de abril | 11:15 |
| Libre: Escazuceña  |       |                     |                |             |       |
| Total de goles: 13 |       |                     |                |             |       |

| Aserrí FC          | 3 - 0 | Real Pococí | ST Center         | 16 de abril | 15:00 |
| Barrio México      | 3 - 2 | AS Puma     | Ernesto Rohrmoser | 16 de abril | 15:00 |
| Cariari            | 2 - 1 | Coto Brus   | Comunal           | 17 de abril | 14:00 |
| Osa                | 2 - 1 | Jacó Rays   | Ciudad Cortés     | 17 de abril | 14:30 |
| Libre: Turrialba   |       |             |                   |             |       |
| Total de goles: 11 |       |             |                   |             |       |

| Generación Saprissa | 3 - 2     | Puntarenas FC    | CEFISA          | 24 de abril | 15:00 |
| Guanacasteca | 0 - 2 (*) | Jicaral          | Chorotega       | 24 de abril | 15:00 |
| San Carlos | 2 - 1     | Escazuceña       | Carlos Ugalde   | 24 de abril | 15:00 |
| Palmares | 3 - 1     | Municipal Grecia | Palmareño Solís | 27 de abril | 15:00 |
| Libre: Cartagena |           |                  |                 |             |       |
| Total de goles: |           |                  |                 |             |       |
| (*)Originalmente el partido entre Guanacasteca y Jicaral quedó 2 - 1, pero Jicaral ganó una apelación ya que Guanacasteca incurrió en una alineación indebida de un jugador. |           |                  |                 |             |       |

| AS Puma              | 1 - 1 | Cariari   | Polideportivo de PZ | 24 de abril | 15:00 |
| Coto Brus            | 2 - 0 | Aserrí FC | Hamilton Villalobos | 24 de abril | 15:00 |
| Real Pococí          | 1 - 2 | Osa       | Carlos Aguilar      | 24 de abril | 15:00 |
| Jacó Rays            | 2 - 1 | Turrialba | Garabito            | 24 de abril | 15:00 |
| Libre: Barrio México |       |           |                     |             |       |
| Total de goles: 10   |       |           |                     |             |       |

| Escazuceña         | 3 - 1     | Guanacasteca        | Nicolás Mac´pis | 1 de mayo | 15:00 |
| Jicaral            | 2 - 2     | Palmares            | Luis Briceño    | 1 de mayo | 15:00 |
| Puntarenas FC      | 0 - 2     | Cartagena           | Lito Pérez      | 1 de mayo | 15:00 |
| Municipal Grecia   | CANCELADO | Generación Saprissa | Allen Riggioni  | CANCELADO |       |
| Libre: San Carlos  |           |                     |                 |           |       |
| Total de goles: 10 |           |                     |                 |           |       |

| Turrialba          | 1 - 2 | Real Pococí   | Rafael Ángel Camacho | 1 de mayo | 15:00 |
| Osa                | 0 - 2 | Coto Brus     | Ciudad Cortés        | 1 de mayo | 15:00 |
| Aserrí             | 2 - 1 | AS Puma       | ST Center            | 1 de mayo | 15:00 |
| Cariari            | 5 - 5 | Barrio México | Comunal              | 1 de mayo | 15:00 |
| Libre: Jacó Rays   |       |               |                      |           |       |
| Total de goles: 18 |       |               |                      |           |       |

## Fase Final
|  | Cuartos de final                           | Cuartos de final                           | Cuartos de final                           |   |                 | Semifinales                             | Semifinales                             | Semifinales                             |  |  | Final                               | Final                               | Final                               |
|  | Ida: 7 y 8 de mayo Vuelta: 14 y 15 de mayo | Ida: 7 y 8 de mayo Vuelta: 14 y 15 de mayo | Ida: 7 y 8 de mayo Vuelta: 14 y 15 de mayo |   |                 | Ida: 22 de mayo Vuelta: 28 y 29 de mayo | Ida: 22 de mayo Vuelta: 28 y 29 de mayo | Ida: 22 de mayo Vuelta: 28 y 29 de mayo |  |  | Ida: 5 de junio Vuelta: 12 de junio | Ida: 5 de junio Vuelta: 12 de junio | Ida: 5 de junio Vuelta: 12 de junio |
|  |                                            |                                            |                                            |   |                 |                                         |                                         |                                         |  |  |                                     |                                     |                                     |
|  | Coto Brus                                  | 1                                          | 0                                          |   |                 |                                         |                                         |                                         |  |  |                                     |                                     |                                     |
|  | Jicaral Sercoba                            | 0                                          | 3                                          |   |                 |                                         |                                         |                                         |  |  |                                     |                                     |                                     |
|  | Jicaral Sercoba                            | 0                                          | 3                                          |   | Jicaral Sercoba | 1                                       | 0                                       |                                         |  |  |                                     |                                     |                                     |
|  |                                            |                                            |                                            |   | Jicaral Sercoba | 1                                       | 0                                       |                                         |  |  |                                     |                                     |                                     |
|  |                                            | Escazuceña                                 | 0                                          | 2 |                 |                                         |                                         |                                         |  |  |                                     |                                     |                                     |
|  | Escazuceña (*)                             | Escazuceña                                 | 0                                          | 2 | 1               | 2                                       |                                         |                                         |  |  |                                     |                                     |                                     |
|  | Escazuceña (*)                             |                                            |                                            |   | 1               | 2                                       |                                         |                                         |  |  |                                     |                                     |                                     |
|  | AS Puma                                    | 0                                          | 3                                          |   |                 |                                         |                                         |                                         |  |  |                                     |                                     |                                     |
|  |                                            |                                            |                                            |   |                 |                                         |                                         |                                         |  |  | Escazuceña                          | 0                                   | 0                                   |
|  |                                            |                                            | San Carlos                                 | 4 | 5               |                                         |                                         |                                         |  |  |                                     |                                     |                                     |
|  | Aserrí FC                                  | 0                                          | 0                                          |   |                 |                                         |                                         |                                         |  |  |                                     |                                     |                                     |
|  | San Carlos                                 | 2                                          | 0                                          |   |                 |                                         |                                         |                                         |  |  |                                     |                                     |                                     |
|  | San Carlos                                 | 2                                          | 0                                          |   | San Carlos      | 2                                       | 2                                       |                                         |  |  |                                     |                                     |                                     |
|  |                                            |                                            |                                            |   | San Carlos      | 2                                       | 2                                       |                                         |  |  |                                     |                                     |                                     |
|  |                                            | Palmares                                   | 2                                          | 0 |                 |                                         |                                         |                                         |  |  |                                     |                                     |                                     |
|  | Palmares                                   | Palmares                                   | 2                                          | 0 | 4               | 2                                       |                                         |                                         |  |  |                                     |                                     |                                     |
|  | Palmares                                   |                                            |                                            |   | 4               | 2                                       |                                         |                                         |  |  |                                     |                                     |                                     |
|  | CD. Barrio México                          | 3                                          | 2                                          |   |                 |                                         |                                         |                                         |  |  |                                     |                                     |                                     |

 (*) Clasifica por mayor cantidad de goles como visitante

## Cuartos de final[3]

### Coto Brus-Jicaral
| 7 de mayo de 2016 - 20:00 | Coto Brus | 1-0 (0:0) | Jicaral Sercoba | Estadio Hamilton Villalobos, Coto Brus |                             |
|                           | Acuña 62' |           |                 | Árbitro(s): Benjamín Pineda            | Árbitro(s): Benjamín Pineda |

| 15 de mayo de 2016 - 11:15 | Jicaral Sercoba           | 3-0 (1:0) | Coto Brus | Estadio Luis Antonio Briceño, Jicaral |                          |
|                            | Barahona 16' 71' · Castro |           |           | Árbitro(s): Josué Ugalde              | Árbitro(s): Josué Ugalde |
| Ganador 1                  |                           |           |           |                                       |                          |

### Escazuceña-AS Puma Generaleña
| 8 de mayo de 2016 - 11:00 | Juventud Escazuceña | 1 - 0 (0:0) | AS Puma Generaleña | Estadio Nicolás Macís, Escazú |                           |
|                           | Badilla 88' (pen.)  |             |                    | Árbitro(s): Rónald Arroyo     | Árbitro(s): Rónald Arroyo |

| 15 de mayo de 2016 | AS Puma Generaleña | 3 - 2 (3:0) | Juventud Escazuceña | Estadio Municipal de Pérez Zeledón - 15:00, San Isidro de El General |  |
| Ganador 2          |                    |             |                     |                                                                      |  |

### Aserrí FC-San Carlos
| 8 de mayo de 2016 - 15:00 | Aserrí FC | 0 - 2 (0:0) | San Carlos             | Estadio ST Center, Aserrí |                         |
|                           |           |             | 51' Cháves · 59' Solís | Árbitro(s): David Gómez   | Árbitro(s): David Gómez |

| 14 de mayo de 2016 | San Carlos | 0 - 0 (0:0) | Aserrí FC | Estadio Carlos Ugalde Álvarez - 17:00, Ciudad Quesada |  |
| Ganador 3          |            |             |           |                                                       |  |

### Palmares-Barrio México
| 8 de mayo de 2016 - 11:00 | Palmares                          | 4 - 3 (1:1) | Barrio México                   | Estadio Jorge "Palmareño" Solís, Palmares |                           |
|                           | Solórzano 16' (pen.) 59' · Powell |             | 32' 73' (pen.) González · White | Árbitro(s): Isaac Mendoza                 | Árbitro(s): Isaac Mendoza |

| 15 de mayo de 2016 | Barrio México | 2-2 (1:1) | Palmares | Estadio Ernesto Rohrmoser, Pavas |  |
| Ganador 4          |               |           |          |                                  |  |

## Final

### Ida
| 1     | POR   | Esteban Carrillo        |  |
| 3     | DEF   | Michael Rodríguez       |  |
| 6     | DEF   | Esteban Cano            |  |
| 4     | DEF   | Kishner López           |  |
| 19    | DEF   | Roy Benavidez           |  |
| 12    | MED   | Roberto Rojas           |  |
| 7     | MED   | Cristian Badilla        |  |
| 16    | MED   | Michael Arias           |  |
| 10    | DEL   | Walter Villalobos       |  |
| 8     | DEL   | Mauricio Ayales         |  |
| 9     | DEL   | David Diach             |  |
| D. T. | D. T. | Luis Fernández Teixeira |  |

| 1     | POR   | Román Arrieta      |  |
| 6     | DEF   | Jonathan Zárate    |  |
| 5     | DEF   | Álvaro Aguilar     |  |
| 8     | DEF   | Gustavo Jiménez    |  |
| 12    | DEF   | José David Sánchez |  |
| 13    | MED   | Jorge Obando       |  |
| 11    | MED   | Richard Castañeda  |  |
| 21    | MED   | Pablo Solano       |  |
| 7     | MED   | Cristian Cháves    |  |
| 14    | DEL   | Marco Mena         |  |
| 29    | DEL   | Juan Vicente Solís |  |
| D. T. | D. T. | Geiner Segura      |  |

| 00 | Defensa        | ? | Entró |
|    | Centrocampista | ? | Entró |
|    | Delantero      | ? | Entró |

| 00 | Defensa        | ? | Entró |
|    | Centrocampista | ? | Entró |
|    | Delantero      | ? | Entró |

| 66' · 72' · 76' · 80' | Juan Vicente Solís Álvaro Aguilar Marco Mena Kirth McLean | 0:1 0:2 0:3 0:4 |

| 50' | Marco Mena |

| Principal  | Steven Madrigal    |
| Asistentes | Adrián Jiménez     |
|            | Jean Carlo Jiménez |
| Cuarto     | Benjamín Pineda    |

| 1     | POR   | Esteban Carrillo        |  |
| 3     | DEF   | Michael Rodríguez       |  |
| 6     | DEF   | Esteban Cano            |  |
| 4     | DEF   | Kishner López           |  |
| 19    | DEF   | Roy Benavidez           |  |
| 12    | MED   | Roberto Rojas           |  |
| 7     | MED   | Cristian Badilla        |  |
| 16    | MED   | Michael Arias           |  |
| 10    | DEL   | Walter Villalobos       |  |
| 8     | DEL   | Mauricio Ayales         |  |
| 9     | DEL   | David Diach             |  |
| D. T. | D. T. | Luis Fernández Teixeira |  |

| 1     | POR   | Román Arrieta      |  |
| 6     | DEF   | Jonathan Zárate    |  |
| 5     | DEF   | Álvaro Aguilar     |  |
| 8     | DEF   | Gustavo Jiménez    |  |
| 12    | DEF   | José David Sánchez |  |
| 13    | MED   | Jorge Obando       |  |
| 11    | MED   | Richard Castañeda  |  |
| 21    | MED   | Pablo Solano       |  |
| 7     | MED   | Cristian Cháves    |  |
| 14    | DEL   | Marco Mena         |  |
| 29    | DEL   | Juan Vicente Solís |  |
| D. T. | D. T. | Geiner Segura      |  |

| 00 | Defensa        | ? | Entró |
|    | Centrocampista | ? | Entró |
|    | Delantero      | ? | Entró |

| 00 | Defensa        | ? | Entró |
|    | Centrocampista | ? | Entró |
|    | Delantero      | ? | Entró |

| 66' · 72' · 76' · 80' | Juan Vicente Solís Álvaro Aguilar Marco Mena Kirth McLean | 0:1 0:2 0:3 0:4 |

| 50' | Marco Mena |

| Principal  | Steven Madrigal    |
| Asistentes | Adrián Jiménez     |
|            | Jean Carlo Jiménez |
| Cuarto     | Benjamín Pineda    |

| 1     | POR   | Esteban Carrillo        |  |
| 3     | DEF   | Michael Rodríguez       |  |
| 6     | DEF   | Esteban Cano            |  |
| 4     | DEF   | Kishner López           |  |
| 19    | DEF   | Roy Benavidez           |  |
| 12    | MED   | Roberto Rojas           |  |
| 7     | MED   | Cristian Badilla        |  |
| 16    | MED   | Michael Arias           |  |
| 10    | DEL   | Walter Villalobos       |  |
| 8     | DEL   | Mauricio Ayales         |  |
| 9     | DEL   | David Diach             |  |
| D. T. | D. T. | Luis Fernández Teixeira |  |

| 1     | POR   | Román Arrieta      |  |
| 6     | DEF   | Jonathan Zárate    |  |
| 5     | DEF   | Álvaro Aguilar     |  |
| 8     | DEF   | Gustavo Jiménez    |  |
| 12    | DEF   | José David Sánchez |  |
| 13    | MED   | Jorge Obando       |  |
| 11    | MED   | Richard Castañeda  |  |
| 21    | MED   | Pablo Solano       |  |
| 7     | MED   | Cristian Cháves    |  |
| 14    | DEL   | Marco Mena         |  |
| 29    | DEL   | Juan Vicente Solís |  |
| D. T. | D. T. | Geiner Segura      |  |

| 00 | Defensa        | ? | Entró |
|    | Centrocampista | ? | Entró |
|    | Delantero      | ? | Entró |

| 00 | Defensa        | ? | Entró |
|    | Centrocampista | ? | Entró |
|    | Delantero      | ? | Entró |

| 66' · 72' · 76' · 80' | Juan Vicente Solís Álvaro Aguilar Marco Mena Kirth McLean | 0:1 0:2 0:3 0:4 |

| 50' | Marco Mena |

| Principal  | Steven Madrigal    |
| Asistentes | Adrián Jiménez     |
|            | Jean Carlo Jiménez |
| Cuarto     | Benjamín Pineda    |

| 1     | POR   | Esteban Carrillo        |  |
| 3     | DEF   | Michael Rodríguez       |  |
| 6     | DEF   | Esteban Cano            |  |
| 4     | DEF   | Kishner López           |  |
| 19    | DEF   | Roy Benavidez           |  |
| 12    | MED   | Roberto Rojas           |  |
| 7     | MED   | Cristian Badilla        |  |
| 16    | MED   | Michael Arias           |  |
| 10    | DEL   | Walter Villalobos       |  |
| 8     | DEL   | Mauricio Ayales         |  |
| 9     | DEL   | David Diach             |  |
| D. T. | D. T. | Luis Fernández Teixeira |  |

| 1     | POR   | Román Arrieta      |  |
| 6     | DEF   | Jonathan Zárate    |  |
| 5     | DEF   | Álvaro Aguilar     |  |
| 8     | DEF   | Gustavo Jiménez    |  |
| 12    | DEF   | José David Sánchez |  |
| 13    | MED   | Jorge Obando       |  |
| 11    | MED   | Richard Castañeda  |  |
| 21    | MED   | Pablo Solano       |  |
| 7     | MED   | Cristian Cháves    |  |
| 14    | DEL   | Marco Mena         |  |
| 29    | DEL   | Juan Vicente Solís |  |
| D. T. | D. T. | Geiner Segura      |  |

| 00 | Defensa        | ? | Entró |
|    | Centrocampista | ? | Entró |
|    | Delantero      | ? | Entró |

| 00 | Defensa        | ? | Entró |
|    | Centrocampista | ? | Entró |
|    | Delantero      | ? | Entró |

| 66' · 72' · 76' · 80' | Juan Vicente Solís Álvaro Aguilar Marco Mena Kirth McLean | 0:1 0:2 0:3 0:4 |

| 50' | Marco Mena |

| Principal  | Steven Madrigal    |
| Asistentes | Adrián Jiménez     |
|            | Jean Carlo Jiménez |
| Cuarto     | Benjamín Pineda    |

### Vuelta
| 1     | POR   | Román Arrieta      |     |
| 25    | DEF   | David Solórzano    | 74' |
| 5     | DEF   | Álvaro Aguilar     |     |
| 6     | DEF   | Jonathan Zárate    |     |
| 12    | DEF   | José David Sánchez | 46' |
| 8     | MED   | Gustavo Jiménez    |     |
| 11    | MED   | Richard Castañeda  |     |
| 13    | MED   | Jorge Obando       |     |
| 21    | DEL   | Pablo Solano       |     |
| 29    | DEL   | Juan Vicente Solís | 57' |
| 14    | DEL   | Marco Mena         |     |
| D. T. | D. T. | Geiner Segura      |     |

| 1     | POR   | Cristian Carrillo       |     |
| 3     | DEF   | Michael Rodríguez       |     |
| 23    | DEF   | Tayson Edwards          | 18' |
| 4     | DEF   | Kishner López           |     |
| 19    | DEF   | Roy Benavidez           |     |
| 7     | MED   | Cristian Badilla        |     |
| 10    | MED   | Walter Villalobos       | 67' |
| 16    | MED   | Michael Arias           |     |
| 17    | MED   | Francisco Waless        |     |
| 12    | DEL   | Roberto Rojas           |     |
| 9     | DEL   | David Diach             |     |
| D. T. | D. T. | Luis Fernández Teixeira |     |

| 10 | Centrocampista | Roberto Córdoba   | 46' |
| 9  | Delantero      | Kirth McLean      | 57' |
| 20 | Defensa        | Eduardo Matamoros | 74' |

| 15 | Delantero      | Joshua Munguía | 18' |
| 21 | Centrocampista | Goro Nishioka  | 67' |

| 3' · 12' · 14' · 75' · 85' (pen.) | Pablo Solano Juan Vicente Solís Richard Castañeda Marco Mena Eduardo Matamoros | 1:0 2:0 3:0 4:0 5:0 |

| 58' | David Solórzano |

| Principal  | Isaac Mendoza |
| Asistentes | William Chow  |
|            | Víctor Robles |
| Cuarto     | Geiner Zúñiga |

| 1     | POR   | Román Arrieta      |     |
| 25    | DEF   | David Solórzano    | 74' |
| 5     | DEF   | Álvaro Aguilar     |     |
| 6     | DEF   | Jonathan Zárate    |     |
| 12    | DEF   | José David Sánchez | 46' |
| 8     | MED   | Gustavo Jiménez    |     |
| 11    | MED   | Richard Castañeda  |     |
| 13    | MED   | Jorge Obando       |     |
| 21    | DEL   | Pablo Solano       |     |
| 29    | DEL   | Juan Vicente Solís | 57' |
| 14    | DEL   | Marco Mena         |     |
| D. T. | D. T. | Geiner Segura      |     |

| 1     | POR   | Cristian Carrillo       |     |
| 3     | DEF   | Michael Rodríguez       |     |
| 23    | DEF   | Tayson Edwards          | 18' |
| 4     | DEF   | Kishner López           |     |
| 19    | DEF   | Roy Benavidez           |     |
| 7     | MED   | Cristian Badilla        |     |
| 10    | MED   | Walter Villalobos       | 67' |
| 16    | MED   | Michael Arias           |     |
| 17    | MED   | Francisco Waless        |     |
| 12    | DEL   | Roberto Rojas           |     |
| 9     | DEL   | David Diach             |     |
| D. T. | D. T. | Luis Fernández Teixeira |     |

| 10 | Centrocampista | Roberto Córdoba   | 46' |
| 9  | Delantero      | Kirth McLean      | 57' |
| 20 | Defensa        | Eduardo Matamoros | 74' |

| 15 | Delantero      | Joshua Munguía | 18' |
| 21 | Centrocampista | Goro Nishioka  | 67' |

| 3' · 12' · 14' · 75' · 85' (pen.) | Pablo Solano Juan Vicente Solís Richard Castañeda Marco Mena Eduardo Matamoros | 1:0 2:0 3:0 4:0 5:0 |

| 58' | David Solórzano |

| Principal  | Isaac Mendoza |
| Asistentes | William Chow  |
|            | Víctor Robles |
| Cuarto     | Geiner Zúñiga |

| 1     | POR   | Román Arrieta      |     |
| 25    | DEF   | David Solórzano    | 74' |
| 5     | DEF   | Álvaro Aguilar     |     |
| 6     | DEF   | Jonathan Zárate    |     |
| 12    | DEF   | José David Sánchez | 46' |
| 8     | MED   | Gustavo Jiménez    |     |
| 11    | MED   | Richard Castañeda  |     |
| 13    | MED   | Jorge Obando       |     |
| 21    | DEL   | Pablo Solano       |     |
| 29    | DEL   | Juan Vicente Solís | 57' |
| 14    | DEL   | Marco Mena         |     |
| D. T. | D. T. | Geiner Segura      |     |

| 1     | POR   | Cristian Carrillo       |     |
| 3     | DEF   | Michael Rodríguez       |     |
| 23    | DEF   | Tayson Edwards          | 18' |
| 4     | DEF   | Kishner López           |     |
| 19    | DEF   | Roy Benavidez           |     |
| 7     | MED   | Cristian Badilla        |     |
| 10    | MED   | Walter Villalobos       | 67' |
| 16    | MED   | Michael Arias           |     |
| 17    | MED   | Francisco Waless        |     |
| 12    | DEL   | Roberto Rojas           |     |
| 9     | DEL   | David Diach             |     |
| D. T. | D. T. | Luis Fernández Teixeira |     |

| 10 | Centrocampista | Roberto Córdoba   | 46' |
| 9  | Delantero      | Kirth McLean      | 57' |
| 20 | Defensa        | Eduardo Matamoros | 74' |

| 15 | Delantero      | Joshua Munguía | 18' |
| 21 | Centrocampista | Goro Nishioka  | 67' |

| 3' · 12' · 14' · 75' · 85' (pen.) | Pablo Solano Juan Vicente Solís Richard Castañeda Marco Mena Eduardo Matamoros | 1:0 2:0 3:0 4:0 5:0 |

| 58' | David Solórzano |

| Principal  | Isaac Mendoza |
| Asistentes | William Chow  |
|            | Víctor Robles |
| Cuarto     | Geiner Zúñiga |

| 1     | POR   | Román Arrieta      |     |
| 25    | DEF   | David Solórzano    | 74' |
| 5     | DEF   | Álvaro Aguilar     |     |
| 6     | DEF   | Jonathan Zárate    |     |
| 12    | DEF   | José David Sánchez | 46' |
| 8     | MED   | Gustavo Jiménez    |     |
| 11    | MED   | Richard Castañeda  |     |
| 13    | MED   | Jorge Obando       |     |
| 21    | DEL   | Pablo Solano       |     |
| 29    | DEL   | Juan Vicente Solís | 57' |
| 14    | DEL   | Marco Mena         |     |
| D. T. | D. T. | Geiner Segura      |     |

| 1     | POR   | Cristian Carrillo       |     |
| 3     | DEF   | Michael Rodríguez       |     |
| 23    | DEF   | Tayson Edwards          | 18' |
| 4     | DEF   | Kishner López           |     |
| 19    | DEF   | Roy Benavidez           |     |
| 7     | MED   | Cristian Badilla        |     |
| 10    | MED   | Walter Villalobos       | 67' |
| 16    | MED   | Michael Arias           |     |
| 17    | MED   | Francisco Waless        |     |
| 12    | DEL   | Roberto Rojas           |     |
| 9     | DEL   | David Diach             |     |
| D. T. | D. T. | Luis Fernández Teixeira |     |

| 10 | Centrocampista | Roberto Córdoba   | 46' |
| 9  | Delantero      | Kirth McLean      | 57' |
| 20 | Defensa        | Eduardo Matamoros | 74' |

| 15 | Delantero      | Joshua Munguía | 18' |
| 21 | Centrocampista | Goro Nishioka  | 67' |

| 3' · 12' · 14' · 75' · 85' (pen.) | Pablo Solano Juan Vicente Solís Richard Castañeda Marco Mena Eduardo Matamoros | 1:0 2:0 3:0 4:0 5:0 |

| 58' | David Solórzano |

| Principal  | Isaac Mendoza |
| Asistentes | William Chow  |
|            | Víctor Robles |
| Cuarto     | Geiner Zúñiga |